# Fissilicreagris imperialis
Espèce
Synonymes
- Microcreagris imperialis Muchmore, 1969

Statut de conservation UICN

 VU D2 : Vulnérable
Fissilicreagris imperialis est une espèce de pseudoscorpions de la famille des Neobisiidae.

## Distribution
Cette espèce est endémique de Californie aux États-Unis. Elle se rencontre dans le comté de Santa Cruz à Santa Cruz dans les grottes Empire Cave, Dolloff Cave et IXL Cave.

## Description
Le mâle holotype mesure 3,5 mm.
Les mâles mesurent de 2,50 à 3,50 mm et les femelles de 3,33 à 3,62 mm.
Ce pseudoscorpions troglobie est anophtalme.

## Systématique et taxinomie
Cette espèce a été décrite sous le protonyme Microcreagris imperialis par Muchmore en 1969. Elle est placée dans le genre Fissilicreagris par Muchmore et Cokendolpher en 1995.

## Étymologie
Son nom d'espèce lui a été donné en référence au lieu de sa découverte, la grotte Empire Cave.

## Publication originale
- Muchmore, 1969 : New species and records of caveraicolous pseudoscorpions of the genus Microcreagris (Arachnida, Chelonethida, Neobisiidae, Ideobisiinae) American Museum Novitates, no 2392, p. 1-21 (texte original).